# Flums
Flums is een gemeente en plaats in het Zwitserse kanton Sankt Gallen, en maakt deel uit van het district Sarganserland. Flums telt 4880 inwoners.

## Geboren
- Edmund Bruggmann (1943-2014), alpineskiër en olympisch medaillewinnaar
- Marie-Therese Nadig (1954), alpineskister en olympisch kampioene

## Foto's

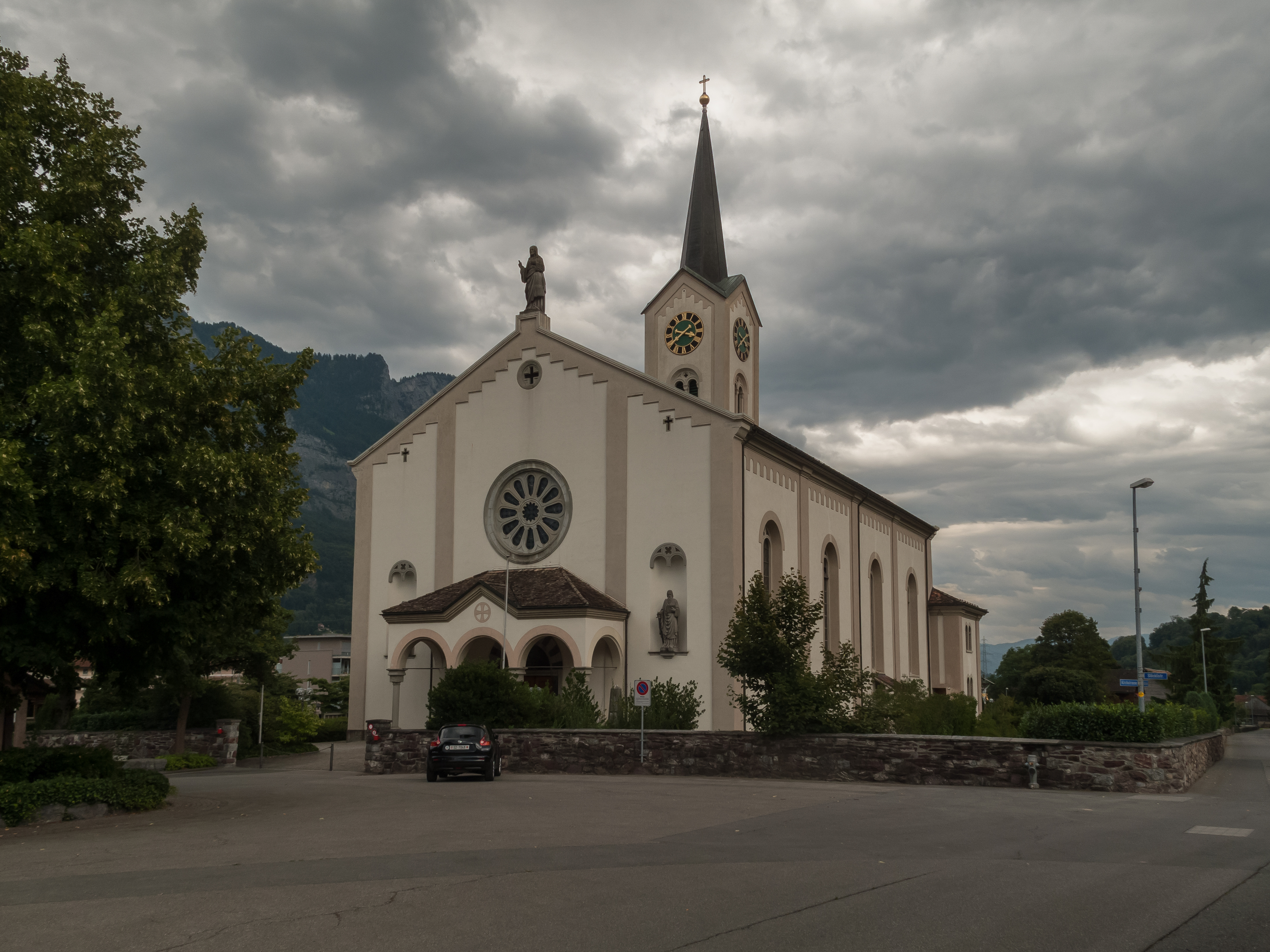
Flums, kerk: katholische Kirche Sankt Laurentius
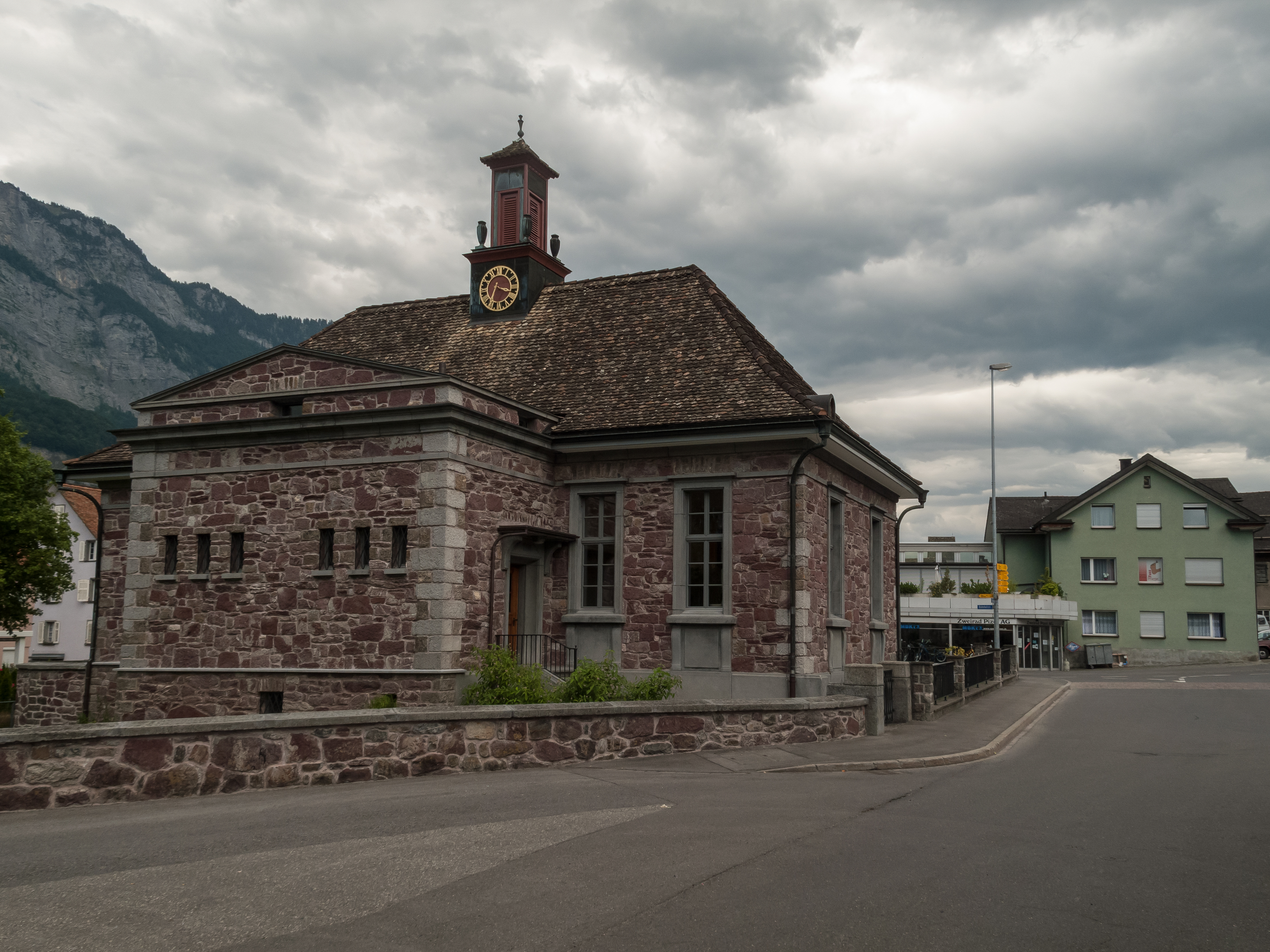
Flums, monumentaal pand
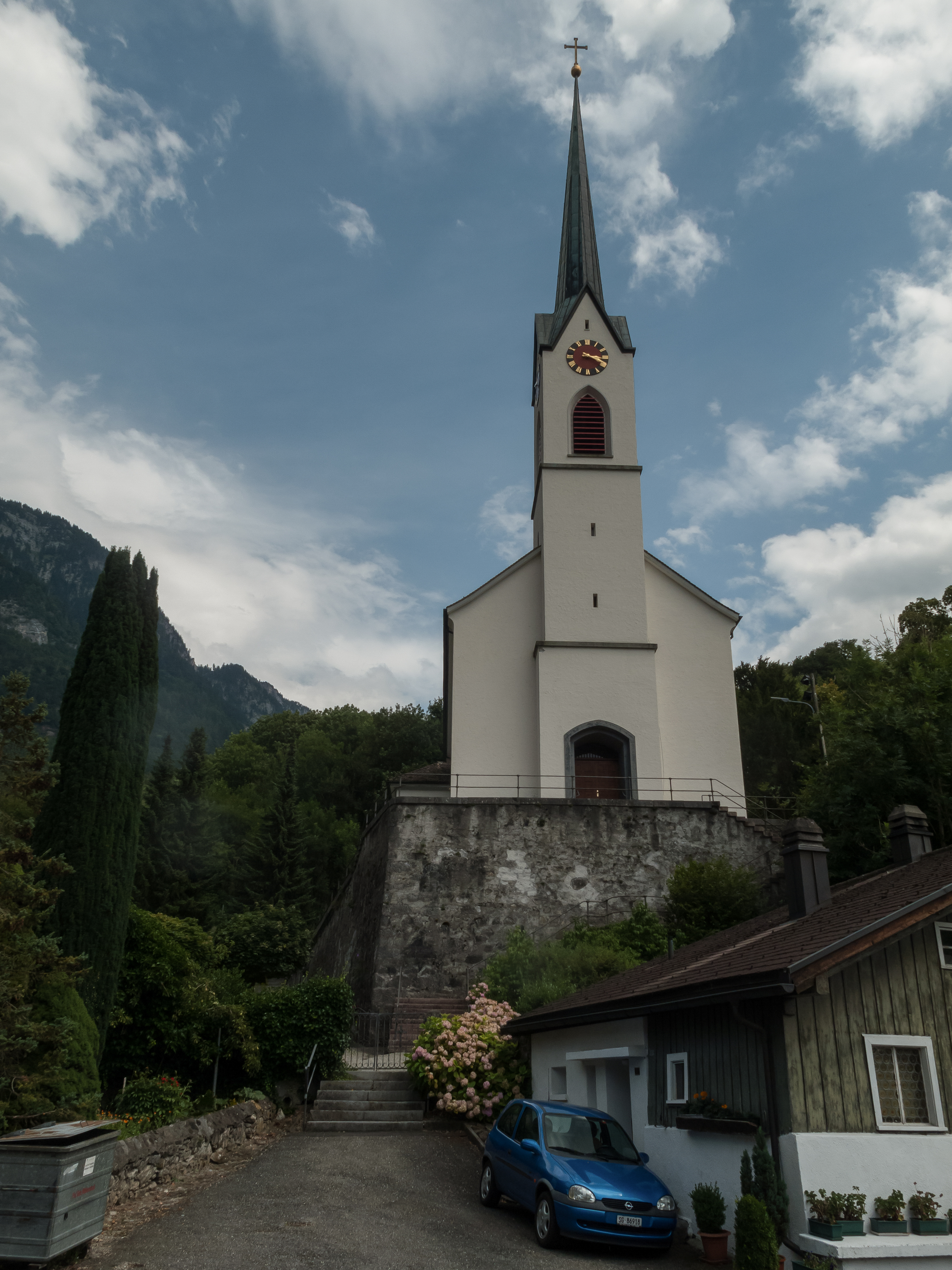
Berschis, kapel: die Sankt Georgskapelle
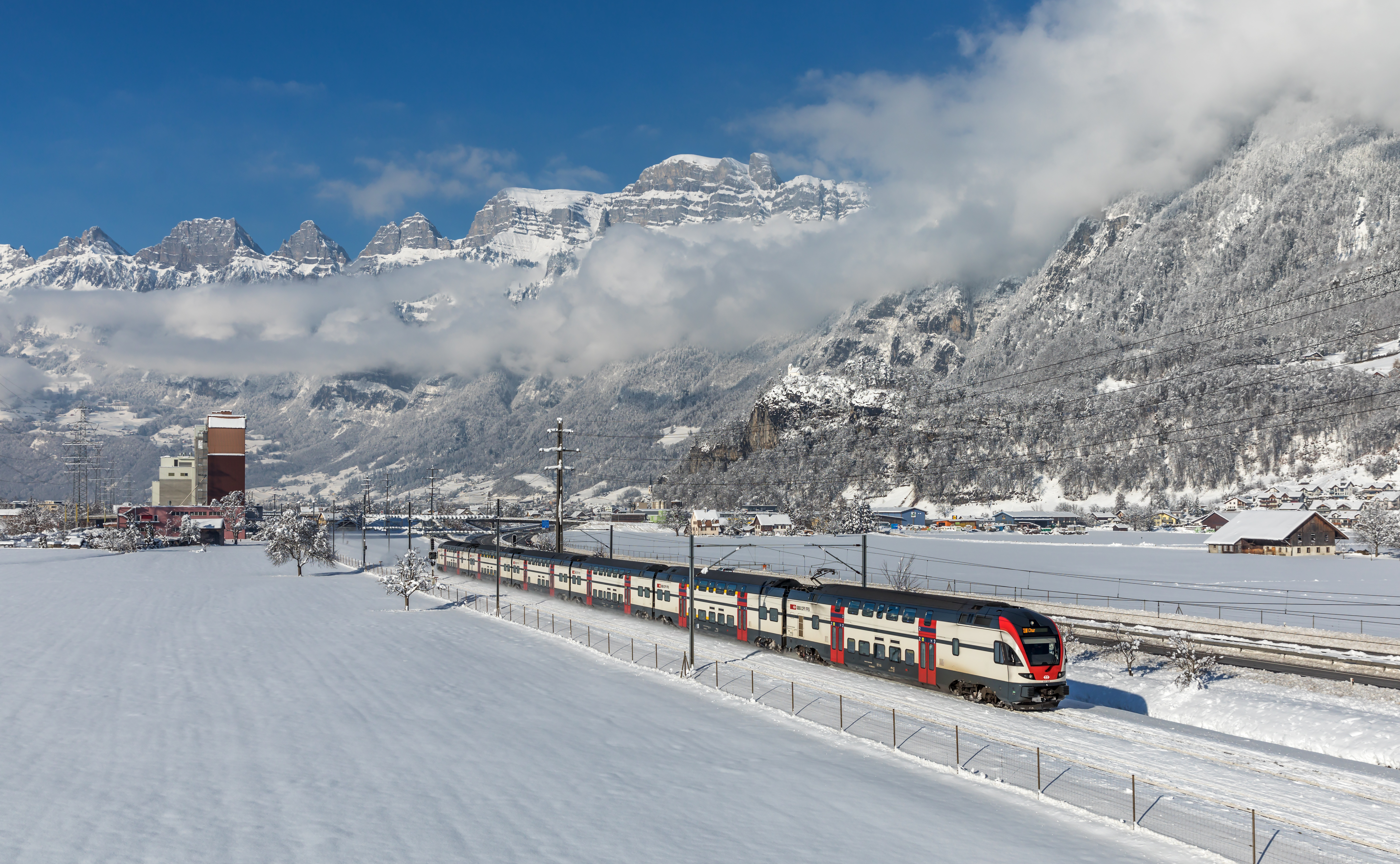
Een trein nabij Flums in januari 2021.